# تشارلز بلوين
تشارلز بلوين هو فلاح وسياسي كندي، ولد في 3 نوفمبر 1753، وتوفي في 21 أغسطس 1844. انتخب Member of the  Legislative Assembly of Lower Canada ‏.